# Klapý
Klapý este o comună și un sat din districtul Litoměřice din regiunea Ústí nad Labem din Cehia. Are o populație de aproximativ 500 de locuitori.

## Geografie
Klapý se află la aproximativ 14 kilometri (9 mi) sud-vest de Litoměřice și la 26 kilometri (16 mi) sud de Ústí nad Labem. Se află într-un peisaj agricol plat al Podișului Ohře de Jos. Cel mai înalt punct al comunei este dealul Hazmburk (în germană Hasenburg), aflat la 429 metri (1.407 ft) deasupra nivelului mării.

## Istorie
Prima mențiune scrisă a lui Klapý datează din anul 1197, când o parte din sat a fost donată mănăstirii Teplá (în cehă: Klášter Teplá; în germană: Stift Tepl). În 1237, mănăstirea a cumpărat cealaltă parte a satului.
În a doua jumătate a secolului al XIII-lea, Castelul Klapý a fost fondat pe un deal deasupra satului. În 1300, moșia a fost deținută de familia Lichtemburk.
Moșia Klapý a ajuns pentru scurt timp în posesia regelui Ioan al Boemiei, care a vândut-o familiei Zajíc⁠(d) din Valdek⁠(d). Din anul 1341, castelul a fost cunoscut sub numele de Hazmburk, iar familia s-a numit singură ca Zajíc de Hazmburk. Aceasta a deținut moșia Hazmburk până în 1558, când a vândut-o familiei Lobkowicz⁠(d).
În 1586, castelul Hazmburk (de pe dealul omonim) a fost descris ca fiind abandonat, iar Klapý a făcut parte din moșia Libochovice⁠(d). În 1613, moșia a fost cumpărată de familia Sternberg. Din 1676 până în 1849, moșia a fost deținută de familia Dietrichstein.

## Transporturi
Nu există cale ferată sau drumuri principale care să treacă prin comună.

## Obiective turistice

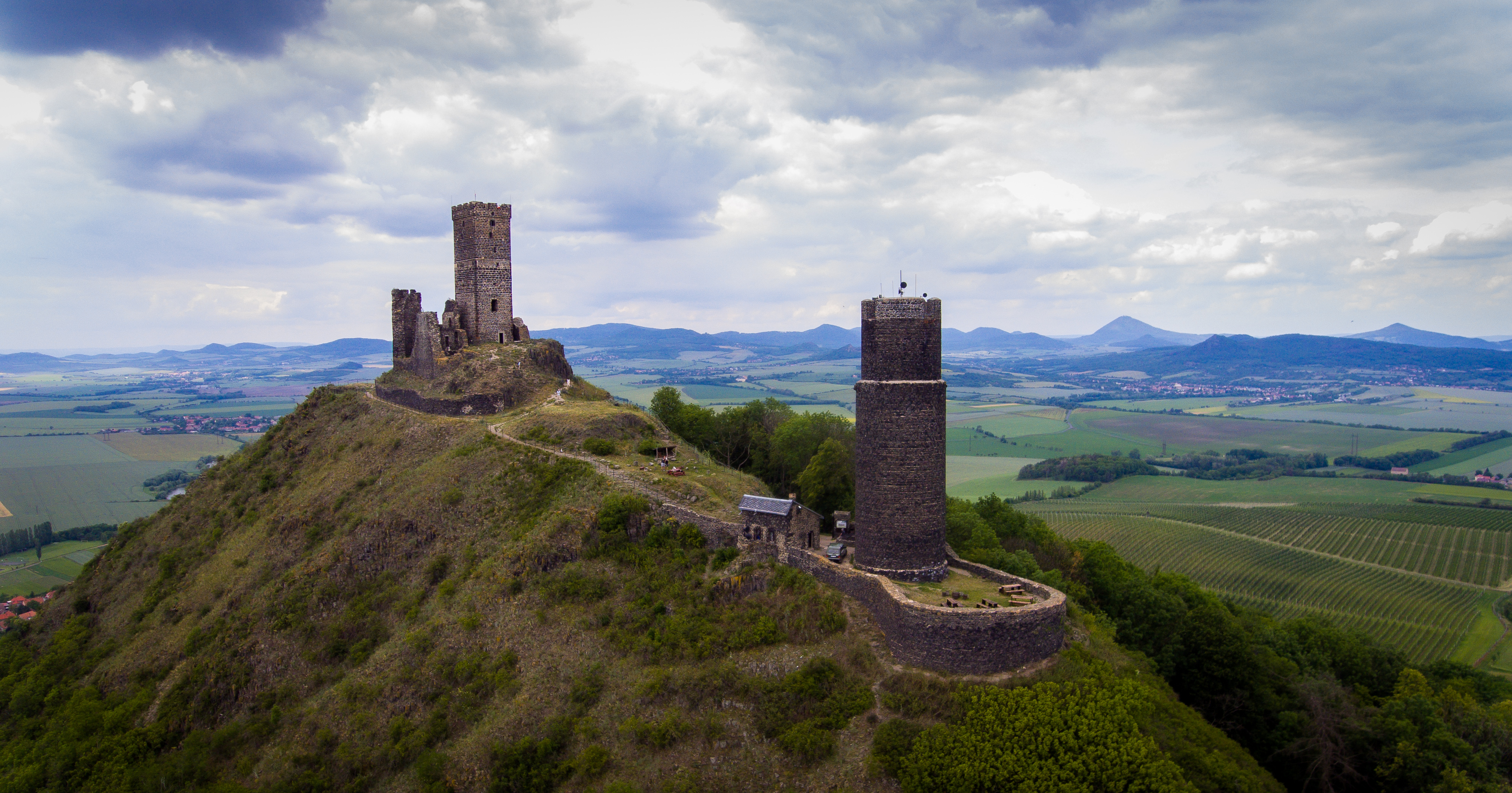
Castelul Hazmburk

Pe dealul Hazmburk se află o ruină a castelului medieval Hazmburk (scris și ca Házmburk). Astăzi este o proprietate a statului și este deschis publicului. Așa-numitul Turn Alb servește ca un turn de observație.
Biserica „Sfântul Ioan Botezătorul” a fost construită în stil gotic în secolul al XIV-lea. A fost restaurată în 1493. În 1779, biserica a fost reconstruită în stil baroc.

## Persoane notabile
- Lubor J. Zink⁠(d) (1920–2003), scriitor ceho-canadian[12]